# Stazione di Zepernick (b Bernau)
La stazione di Zepernick (b Bernau)
si trova nel centro abitato di Zepernick ed è servita dalla linea S2 della S-Bahn di Berlino. Si trova sulla ferrovia Berlino-Stettino.

## Storia
La stazione venne aperta il 1º settembre 1881 dalle Preußische Staatseisenbahnen.

### Esplicative
1. ↑  Abbreviazione di Zepernick (bei Bernau), letteralmente "Zepernick (presso Bernau)".

### Bibliografiche
1. ↑   Mathias Kohla, Zepernick, su stadtschnellbahn-berlin.de, 31 agosto 2010. URL consultato il 5 giugno 2011.